# Memecylon subcaudatum
Memecylon subcaudatum är en tvåhjärtbladig växtart som beskrevs av Elmer Drew Merrill. Memecylon subcaudatum ingår i släktet Memecylon och familjen Melastomataceae. Inga underarter finns listade i Catalogue of Life.